# Socialistiska riksdagsgruppen
Socialistiska riksdagsgruppen var beteckningen på en grupp finländska riksdagsmän som i augusti 1940, mellan vinterkriget och fortsättningskriget, uteslöts ur Finlands socialdemokratiska parti och i början av 1941 bildade en egen riksdagsgrupp. De kritiserade skarpt den finska regeringens politiska riktning och krävde en vänskapligare inställning till Sovjetunionen. Gruppen är också känd under namnet sexlingarna eftersom den bestod av sex riksdagsmän. När fortsättningskriget utbröt fängslades riksdagsmännen. Efter frigivningen 1944 grundade dess anhängare en folkfrontsorganisation under kommunistisk dominans, Demokratiska förbundet för Finlands folk (DFFF, eller Folkdemokraterna).
De riksdagsmän som bildade Socialistiska riksdagsgruppen var Karl H. Wiik, Mikko Ampuja, Väinö Meltti, Yrjö Räisänen, Kaisu-Mirjami Rydberg och Cay Sundström. En central person i sammanhanget var också Johan Helo, som dock inte satt i riksdagen. Av gruppens medlemmar hörde Meltti inte till dem som på sensommaren uteslöts ur socialdemokraterna eftersom han tillträdde som riksdagsman först i februari 1941.
När president Kyösti Kallio avled ställde gruppen i presidentvalet 1940 upp Helo som kandidat. Vid sidan om riksdagsarbetet verkade sexlingarna bland annat i Finlands och Sovjetunionens freds- och vänskapsförbund.

## Fängelsestraff
I augusti 1941 anhölls sexlingarna och den 24 februari 1942 dömdes de av Åbo hovrätt till tukthus. I november 1941 fastslog riksdagens talman att de inte längre var riksdagsmän. Ampuja dömdes till två års tukthus, Meltti och Helo till tre år, Räisänen och Rydberg till fyra år, Wiik till sju år och Sundström till åtta år. Efter beslut av Högsta domstolen förflyttades de häktade till Riihimäki centralfängelse för att avtjäna sina straff. Genom inrikesministeriets försorg förbjöds 28 februari 1942 diskussion i pressen, som då lydde under krigscensur, om sexlingarna.

## Efter kriget
Sedan de efter freden 1944 återvänt till riksdagen hade sexlingarna en central ställning vid grundandet av Folkdemokraterna. Wiik valdes till förbundets första ordförande. Helo fungerade i Paasikivis andra regering, 1944-45, som finansminister. I riksdagsvalet 1945 ställde sexlingarna upp nästan lika många kandidater (66) på DFFF:s listor som kommunisterna (72). Med undantag av Ampuja återvaldes sexlingarna. I mars 1946 grundade en del av sexlingarna Socialistiska enhetspartiet, som verkade inom DFFF.
I januari 1945 gjorde sexlingarna en petition i riksdagen om personer som de ansåg att bar ansvaret för att Finland drogs in i fortsättningskriget. I petitionen nämndes Risto Ryti, Jukka Rangell och T.M. Kivimäki. Detta betraktar författaren Yrjö Soini som en officiell spelöppning till krigsförbrytarprocessen.
Sexlingarnas språkrör var Vapaa Sana, med Wiik som chefredaktör. Tidningen lades ner under fortsättningskriget. Innan dess hade den en upplaga på 25 000 exemplar. Tryckerierna som tryckte Vapaa Sana utsattes fortlöpande för påtryckningar och till sist blev utgivningen övermäktig. Dess sista nummer trycktes i Sverige på syndikalisternas förlag genom Rydbergs försorg. Efter detta sköttes riksdagsgruppens information med stencilerade rundbrev. När tidningen i mars 1944 återupptog sin utgivning blev den DFFF:s huvudspråkrör.